# 矢橋歸帆島
矢橋帰帆島（日语：／ Yabasekihan tō）是位於日本滋賀縣琵琶湖的島嶼，是一個人工島。

## 概要
矢橋帰帆島在1978年開工建設、1982年作爲污水處理廠開始運營。島上建成了公園設施，並成爲了假日休閑地之一。靠近島的琵琶湖畔側有滋賀縣道559号近江八幡大津線（通称湖岸道路）通過，島南北各有帰帆南橋、帰帆北橋架設。
島上有矢橋帰帆島公園，該公園先由滋賀縣下水道公社維護管理了20年以上，自2011年4月起，根據指定管理者制度，開始由Hikari Building Service代表的「Hikari集團」成爲指定管理者。
- 所在地：滋賀縣草津市矢橋町帰帆2108

## 島上設施
- 湖南中部污水處理廠
- 矢橋帰帆島公園
  - 滋賀縣立水環境科學館（2011年3月31日閉館）
  - 遺跡廣場
  - 潺潺水池
  - 大空地廣場
  - 兒童廣場
  - 露營場
  - 各種運動設施
- 矢橋大橋
- 帰帆北橋
- 帰帆南橋

## 訪問

### 公共交通
- 草津站（JR琵琶湖線(東海道本線)・JR草津線）或南草津駅（JR琵琶湖線(東海道本線)）開始坐近江鐵道公交到矢橋停留所下車，徒步10分鐘。

※從南草津站出發的公交只在每日早晚各在矢橋帰帆島停一次。

### 駕車
- 名神高速道路瀬田西IC出發約15分鐘
- 新名神高速道路草津田上IC出發約15分鐘

## 外部連接
- 矢橋帰帆島公園（公式ホームページ） （页面存档备份，存于）
- 矢橋帰帆島公園（滋賀・びわ湖観光情報） （页面存档备份，存于）
- 2万5千分1地形図名：草津(京都及大阪) （页面存档备份，存于） 地図閲覧サービス（ウォッちず） - 国土地理院